# Fredrik Nilsson
Fredrik Nilsson es un deportista sueco que compitió en esgrima, especialista en la modalidad de espada.
Ganó una medalla de bronce en el Campeonato Mundial de Esgrima de 2003 y una medalla de bronce en el Campeonato Europeo de Esgrima de 2004, ambas en la prueba por equipos.

## Palmarés internacional
| Campeonato Mundial | Campeonato Mundial     | Campeonato Mundial | Campeonato Mundial |
| Año                | Lugar                  | Medalla            | Prueba             |
| ------------------ | ---------------------- | ------------------ | ------------------ |
| 2003               | La Habana (Cuba)       | Medalla de bronce  | Espada por equipos |
| Campeonato Europeo |                        |                    |                    |
| Año                | Lugar                  | Medalla            | Prueba             |
| 2004               | Copenhague (Dinamarca) | Medalla de bronce  | Espada por equipos |